# 重盟战争
重盟战争（法語：Guerre des Réunions），或称再统一战争，是1683年至1684年期间法兰西王国与西班牙帝国及其盟友之间的一场相对较短暂的战争。这是一直坚持扩张主义的法王路易十四发动的第三场战争，在之前的1667年遗产战争和1672年法荷战争之后， 路易十四并没有停止法国向东方的扩张，反而设立了数个重盟议会（Chambres de réunion），进一步蚕食西属尼德兰和神圣罗马帝国的领土。西班牙最终对法国宣战，并得到了神圣罗马帝国的支持。然而，重盟战争最终以《雷根斯堡停战协定》结束，并没能阻止法国的继续扩张。

## 背景
1667年的遗产战争和1672年的法荷战争之后，法国获得了西属尼德兰和莱茵河西岸神圣罗马帝国的数座重要城市。然而路易十四的扩张主义热情并未因此减弱，反而变本加厉，对莱茵河西岸阿尔萨斯地区的神圣罗马帝国自由城斯特拉斯堡和西属尼德兰的卢森堡虎视眈眈。1679至1680年间，路易十四在布洛扎克、梅斯和贝桑松议会中附设了重盟议会，其目的便是从法律上论证法国对莱茵河西岸大量地区的占有权。1681年，路易十四便以“重盟”为名，强行夺取了斯特拉斯堡。面对法军重兵围城，斯特拉斯堡只得投降，路易十四于1681年9月30日进入城中。同年，法国又以同样的借口占领了卡萨莱蒙费拉托。路易十四也命令布夫莱公爵路易·弗朗索瓦率军对卢森堡展开了围城并对其进行炮击，但因此时神圣联盟战争正值白热化阶段，奥斯曼土耳其帝国对包括神圣罗马帝国在内的众多欧洲国家展开了攻势，路易十四认为一个基督教国家不应进攻另一个正在抵抗伊斯兰教入侵的基督教国家，于是便终止了对卢森堡的围攻。

## 战争
1683年9月12日维也纳之战之后，奥斯曼土耳其对神圣罗马帝国的威胁暂时解除。路易十四便重新提出了与卢森堡“重盟”的要求，遭到后者反对后，战争爆发。获得了神圣罗马帝国支持的西班牙帝国于1683年10月26日对法宣战。法军随即在11月6日于围城后占领了科特赖克，迪克斯迈德随后也在10日投降。由弗朗索瓦·德·克雷基率领的法军于12月对卢森堡要塞展开了臼炮轰炸，尽管要塞内的大量防御工事被毁，但法军最终未能攻克该城。真正的卢森堡之役于1684年4月29日开始，在著名法国军事工程师德·沃邦的协助下，法军最终在惨烈战斗后于6月3日攻克卢森堡。与此同时，为了惩罚热那亚为西班牙造船并向后者提供雇佣兵，法军于5月5日派遣了一支強大舰队封锁热那亚（由海軍名將迪凱納、圖爾維爾統帥），并从17日至28日开始了对该城的猛烈炮击，导致其三分之二彻底被毁。有神罗支援的西军继续与法军在卢森堡地区作战，直到《雷根斯堡停战协定》于8月15日签订，西班牙帝国和神圣罗马帝国正式将斯特拉斯堡和卢森堡以及所有“重盟”地区租让给法国20年。战争期间，为了对敌军和占领区人民进行心理攻势，法军对任何的反抗采取了强硬的措施，为了惩罚对法军的抵抗烧毁了大量村庄。

## 影响
相比由路易十四挑起的诸多其它战争，重盟战争规模较小，与遗产战争和法荷战争一样是法国向东逐步扩张的一部分，也是法国波旁王朝与西班牙哈布斯堡王朝之间无数争端中的一次。《雷根斯堡停战协定》仅仅承认了法国对莱茵河西岸地区保持占有的既成事实，未能阻止路易十四的扩张。重盟战争最终也是1688年更为惨烈的大同盟战争的众多导火索之一。